# Catharina Choi
Catharina Choi Nunes (São Paulo, 24 de janeiro de 1990), também conhecida pelo nome em coreano Choi Song-ee (em Hangul: 최송이), é uma modelo e miss coreano-brasileira. Primeira descendente asiática a vencer um concurso nacional de beleza no Brasil, ficou famosa por ter assumido o título de Miss Mundo Brasil 2015 após a renúncia da vencedora Ana Luísa Castro, pois a mesma já era casada. Além de falar fluentemente português, Catharina também fala inglês e coreano. A bela disputou o título de Miss Mundo 2015 em 19 de dezembro, na China.
Catharina, além de ser a primeira representante do Brasil com ascendência amarela, também junta-se à Adriana Alves de Oliveira por competir em dois concursos internacionais pertencentes ao Big Four: o Miss Terra, onde representou a Coreia do Sul, e o Miss Mundo. Vencedora do Miss Brasil 1981, Adriana foi enviada para o Miss Universo 1981. Três anos depois foi eleita Miss Brasil Mundo 1984 e enviada para o Miss Mundo 1984.

## Biografia
Nascida em São Paulo, Choi é filha de pai pernambucano com mãe descendente de coreanos. Aprendeu desde cedo a língua coreana por influência de sua família materna. Ela é conhecida na Coreia do Sul por ter servido como repórter-correspondente da Copa do Mundo FIFA de 2014 para a Arirang TV. Catarina também apresentou um dos principais programas da televisão coreana por mais de dois anos. (Showbiz Korea). Ela é formada em publicidade e propaganda pela ESPM.

## Concursos de beleza

### Miss Coreia do Sul
Ao terminar na 3ª colocação (empatada com outras quatro misses) no o Miss Coreia do Sul, Catharina foi convidada pela organização do certame (o convite veio depois da desistência de Hyo-hee Kim que seria a candidata enviada) para representar o País no Miss Terra 2013 alguns meses depois nas Filipinas. Além da chance de representar o país de sua mãe, Catharina ganhou o prêmio Miss Korea Beauty.

### Miss Terra
Realizado com várias etapas preliminares e com empenho na cidade de Muntinlupa, nas Filipinas, o certame deu o título à venezuelana Alyz Henrich, que foi a segunda do seu país a ganhar o concurso. Catharina focou na preparação e seu esforço deu resultados, ela terminou o concurso como quarta colocada, ganhando o título de Miss Terra Fogo. O resultado de Choi é até hoje o melhor resultado do país na história do certame.

### Miss Mundo Brasil
Representando Ilhabela, Choi terminou em segundo lugar no Miss Mundo Brasil 2015, ficando atrás apenas de Ana Luísa Castro que foi a primeira candidata negra a vencer o concurso. Porém, dois dias depois de ser coroada, foi descoberto que Castro era casada fora do Brasil, com um cidadão belga. Catharina foi coroada simbólicamente ao vivo, durante o programa Encontro com Fátima Bernardes. Além da coroa e do título, ela ganhou a premiação especial de O Mais Belo Rosto além de ser a Rainha do Sudeste. Catharina conseguiu se classificar em quase todas as provas do concurso: conseguiu ser uma das semifinalistas da prova de Beleza & Personalidade e de Modelagem, além de ficar em segundo lugar na prova de Beleza com Propósito.Ela ainda ficou em terceiro lugar na entrevista final do concurso.

### Miss Mundo
Realizado pela 5ª vez na China e pela 4ª vez em Sanya, a 65ª edição do Miss Mundo coroou a primeira espanhola como detentora do título internacional, Mireia Lalaguna. Choi, mesmo apontada como um das favoritas por fóruns e dos principais sites especializados em concursos de beleza, acabou terminando em um discreto 12º lugar, sobrevivendo ao primeiro corte. Por ser a latino-americana que mais longe foi no certame – visto que nenhuma outra representante do continente americano conseguiu se classificar entre as 10 primeiras colocadas – ela também ganhou o quarto prêmio de Rainha das Américas para o Brasil.

## Resumo de competições
| Concurso                                     | Representou                  | Ano  |
| -------------------------------------------- | ---------------------------- | ---- |
| Miss Brasil Coreia (2º lugar - assumiu)      | Sem representação específica | 2013 |
| Miss Coreia do Sul (3º lugar)                | Candidata Nº 27              | 2013 |
| Miss Terra (4º lugar)                        | Coreia do Sul                | 2013 |
| Miss Mundo Brasil (2º lugar - assumiu)       | Ilhabela                     | 2015 |
| Miss Mundo (12º lugar e Rainha das Américas) | Brasil                       | 2015 |